# 伊戈尔·列别杰夫
伊戈尔·弗拉基米罗维奇·列别杰夫（俄语：Игорь Владимирович Лебедев，1972年9月27日—），本姓日里诺夫斯基，俄罗斯国家杜马中自由民主党及自民党青年团议组主席，右翼民族主义政治家。其父亲为弗拉基米尔·日里诺夫斯基，俄自民党主席及创始人。

## 争议
在2016年欧洲足球锦标赛期间，发表言论支持球迷骚乱中俄罗斯足球流氓的所作所为。